# Partito Unito della Rivoluzione Socialista di Cuba
Il Partito Unito della Rivoluzione Socialista di Cuba (in spagnolo Partido Unido de la Revolución Socialista de Cuba, PURSC) è stato un partito comunista cubano fondato il 26 marzo 1962 a seguito dello scioglimento delle Organizzazioni Rivoluzionarie Integrate. Il PURSC costituì il nucleo principale del Partito Comunista di Cuba.

## Storia

### Fondazione
Il 26 marzo 1962, le Organizzazioni Rivoluzionarie Integrate, che riuniva il Movimento del 26 luglio, Partito Socialista Popolare e il Direttorio Rivoluzionario 13 marzo, furono sciolte a seguito dei conflitti interni e del settarismo. Fu creato quindi il Partito Unito della Rivoluzione Socialista di Cuba, guidato a livello nazionale da un segretariato formato da Fidel Castro (1º segretario), Raúl Castro (2º segretario), Ernesto "Che" Guevara, Osvaldo Dorticós Torrado, Blas Roca ed Emilio Aragonés. Il PURSC possedeva un Direttorio nazionale che comprendeva il Segretariato e 23 membri aggiuntivi (13 del M-26-7, 10 del PSP e 2 del Direttorio rivoluzionario). All'interno del PURSC, la figura del leader Castro iniziò ad assumere una maggiore importanza e influenza nella vita politica di Cuba.
L'ingresso nel partito doveva avvenire in maniera volontaria e secondo una rigida selezione. Non era necessaria alcuna iscrizione a qualsiasi organizzazione o partito precedente, ma erano esclusi coloro che avevano avuto legami con il governo di Fulgencio Batista o avevano partecipato alle elezioni generali a Cuba del 1958. Inoltre, veniva richiesto il criterio favorevole delle masse per poter entrare a far parte dei quadri, ostacolando l'ingresso di opportunisti e carrieristi e impedendo la selezione per decisione unilaterale dei leader degli organi locali che avrebbero potuto portare al settarismo o al clientelismo.

### Crisi dei missili di Cuba
Ad ottobre del 1962, il PURSC approvò l'operazione Anadyr' per l'installazione da parte dell'Unione Sovietica di missili nucleari a Cuba in risposta all'embargo e allo schieramento di missili in Turchia e in Italia da parte degli Stati Uniti d'America. Tra il 16 e il 28 ottobre 1962, si consumò una crisi diplomatica tra l'URSS e gli USA che portò al ritiro dei missili da entrambe le superpotenze. 
Castro non fu consultato durante i negoziati e il ritiro unilaterale dei missili sovietici lo fece sentire come una semplice pedina sul scacchiera della politica internazionale. Castro e il PURSC respinsero l'intesa e misero in dubbio la volontà e la determinazione dell'Unione Sovietica nel difendere la rivoluzione cubana.

### Ultimi anni e scioglimento
Durante la crisi sino-sovietica, il PURSC si schierò brevemente con il Partito Comunista Cinese di Mao Zedong. Inoltre, Castro appoggiò movimenti insurrezionali in America Latina, ma i suoi fallimenti portarono ad una maggiore influenza da parte dei Sovietici.
Nel 1963, il Partito iniziò a costituirsi nelle Forze Armate Rivoluzionarie cubane dove, pur adattandosi alla disciplina militare, mantenne il criterio delle masse come elemento guida. Entro la metà del 1965, il processo di organizzazione del PURSC era stato sostanzialmente completato, con organi di governo in ogni suddivisione amministrativa.
Tra il 30 settembre e il 1º ottobre 1965, il PURSC si riunì per adottare decisioni importanti, tra le quali la creazione di un Comitato centrale.
Il 3 ottobre, in una cerimonia con i vertici dei comitati provinciali, regionali e sezionali del Partito e con i segretari dei nuclei di tutto il Paese, fu presentata la nuova organizzazione del partito, composta dal Comitato Centrale e dal suo Ufficio Politico. In quell'occasione, fu approvato il cambio del nome del PURSC in Partito Comunista di Cuba.